# 俞維屏
俞維屏（1514年—？），字樹德，號孚斋，福建興化府莆田縣人，軍籍，明朝政治人物。賜進士出身。

## 生平
年二十一，領嘉靖十三年甲午科（1534年）福建鄉試第九十名舉人。嘉靖十七年（1538年）中式戊戌科會試第三百十九名，登進士第二甲第六十一名。授刑部主事，坐事謫。補原官，陞员外、郎中，出為浙江按察司嘉湖道僉事，擢河南參議，遷廣東按察副使，平定峒寇，以阻内侍王守忠捕翡翠，被奏落職。後事白，遷貴州左參政，丁内艱，服闋，起升貴州右布政使，赴任卒於長沙。子俞近華，万历四年丙子舉人，遷江縣知縣。

## 家族
曾祖俞釗，教諭 贈南京兵部主事；祖父俞應星；父俞直宗，母周氏。具庆下。兄俞维翰。
從弟俞維宇。